# Frank Michler Chapman
Frank Michler Chapman (West Englewood (New Jersey), 12 giugno 1864 – New York, 15 novembre 1945) è stato un ornitologo statunitense e fu un pioniere nella scrittura di guide da campo.

## Biografia
Era figlio di Lebbeus e Mary Augusta Parkhurst. Frequentò la Englewood Academy. 
Dopo la laurea, nel 1888, si unì allo staff dell'American Museum of Natural History come assistente di Joel Asaph Allen. 
Nel 1901, fu nominato Curatore Associato di Mammiferi e Uccelli e, nel 1908, Curatore degli Uccelli.
Per la sua opera Distribution of Bird-life in Colombia, nel 1917 fu premiato dalla National Academy of Sciences degli Stati Uniti d'America con la Medaglia Daniel Giraud Elliot.
Chapman fu l'ideatore del Christmas Bird Count, un censimento annuale delle specie di uccelli presenti a inizio inverno nel Nord America.
Scrisse molti libri relativi all'Ornitologia, come Bird Life, Birds of Eastern North America, Bird Studies With a Camera e Life in an Air Castle.
Chapman ebbe un figlio, Frank Chapman Jr., cantante d'opera, che dapprima sposò la drammaturga Elizabeth Cobb, da cui ebbe una figlia, l'attrice e personaggio televisivo Buff Cobb, e, dopo il divorzio, sposò la cantante d'opera mezzosoprano Gladys Swarthout.
Chapman fu sepolto al Brookside Cemetery di Englewood.

## Opere
Oltre a numerosi articoli comparsi su giornali e riviste scientifiche quali il National Geographic Magazine, Chapman scrisse numerosi libri e rapporti, tra i quali si ricordano:
- 1895 – Handbook of Birds of Eastern North America
- 1898 – Bird-Life: A Guide to the Study of Our Common Birds
- 1900 – Bird Studies with a Camera
- 1901 - The revision of the genus Capromys
- 1903 – Color Key to North American Birds
- 1903 – The Economic Value of Birds to the State
- 1907 – The Warblers of North America
- 1908 – Camps and Cruises of an Ornithologist
- 1910 – The Birds of the Vicinity of New York City: A guide to the Local Collection
- 1915 – The Travels of Birds
- 1917 – The Distribution of Bird-life in Colombia
- 1919 – Our Winter Birds
- 1921 – The Habit Groups of North American Birds
- 1921 – The Distribution of Bird Life in the Urubamba Valley of Peru. A report of the birds collected by the Yale University - National Geographic Society's expedition
- 1926 – The Distribution of Bird-life in Ecuador
- 1929 – My Tropical Air Castle
- 1931 – The Upper Zonal Bird-Life of Mts Roraima and Duida
- 1933 – Autobiography of a Bird-Lover
- 1934 – What Bird is That?
- 1938 – Life in an Air Castle: Nature Studies in the Tropics